# Oldham Athletic Association Football Club 2017-2018
Questa voce raccoglie le informazioni riguardanti l'Oldham Athletic Association Football Club nelle competizioni ufficiali della stagione 2017-2018.

## Rosa
| N. |                             | Ruolo | Calciatore           |
| -- | --------------------------- | ----- | -------------------- |
| 1  | Curaçao (bandiera)          | P     | Zeus de la Paz       |
| 2  | Inghilterra (bandiera)      | D     | Cameron Dummigan     |
| 3  | Francia (bandiera)          | D     | Wilfried Moimbé      |
| 4  | Inghilterra (bandiera)      | D     | Brian Wilson         |
| 5  | Irlanda (bandiera)          | D     | Anthony Gerrard      |
| 6  | Inghilterra (bandiera)      | C     | Dan Gardner          |
| 7  | Zimbabwe (bandiera)         | C     | Kundai Benyu         |
| 9  | Galles (bandiera)           | A     | Craig Davies         |
| 10 | Galles (bandiera)           | C     | Aaron Amadi-Holloway |
| 11 | Irlanda del Nord (bandiera) | D     | Ryan McLaughlin      |
| 12 | Haiti (bandiera)            | A     | Duckens Nazon        |
| 13 | Irlanda (bandiera)          | A     | Eoin Doyle           |
| 14 | Belgio (bandiera)           | A     | Gyamfi Kyeremeh      |
| 15 | Inghilterra (bandiera)      | D     | George Edmundson     |
| 17 | Inghilterra (bandiera)      | D     | Kallum Mantack       |

| N. |                             | Ruolo | Calciatore        |
| -- | --------------------------- | ----- | ----------------- |
| 18 | Inghilterra (bandiera)      | C     | Ben Pringle       |
| 19 | Haiti (bandiera)            | P     | Johnny Placide    |
| 21 | Inghilterra (bandiera)      | C     | Courtney Duffus   |
| 22 | Inghilterra (bandiera)      | C     | Mason Fawns       |
| 23 | Inghilterra (bandiera)      | D     | Rob Hunt          |
| 24 | Francia (bandiera)          | C     | Ousmane Fané      |
| 25 | Algeria (bandiera)          | D     | Abdelhakim Omrani |
| 27 | Curaçao (bandiera)          | C     | Gevaro Nepomuceno |
| 29 | Irlanda (bandiera)          | C     | Jack Byrne        |
| 30 | Inghilterra (bandiera)      | C     | Tope Obadeyi      |
| 32 | Belgio (bandiera)           | D     | Jonathan Benteke  |
| 37 | Francia (bandiera)          | C     | Mohamed Maouche   |
| 40 | Inghilterra (bandiera)      | D     | Kean Bryan        |
|    | Irlanda del Nord (bandiera) | C     | Patrick McEleney  |